# Glypta prolixa
Glypta prolixa là một loài tò vò trong họ Ichneumonidae.